# Transrapid
Le Transrapid est un train à sustentation magnétique allemand, de type monorail.
Précédée par les travaux de 1914 de l'ingénieur franco-américain Émile Bachelet et ébauchée en 1934, la mise au point de l'actuel Transrapid débuta en 1969. Le Transrapid est à la base du système Maglev, dont la piste d'essai, construite en 1987, se trouve à Lathen, en Allemagne.
Fin 2011, la licence d'exploitation du Transrapid, en Allemagne, a expiré. Début 2012, la ligne d'essai a fermé, et la destruction/reconversion de l'ensemble du site d'Emsland a été approuvée.

## Début difficile en Chine continentale
La ligne de 30 kilomètres entre Shanghai et son aéroport international de Pudong, inaugurée en 2002, a connu son premier trajet commercial en mars 2004.
La difficulté du Transrapid à trouver des débouchés commerciaux tient à la fois :
- au coût élevé de l'infrastructure de ce mode de transport, même si la maintenance de la ligne est bien moins onéreuse que celle d'une LGV classique ;
- à l'absence d'effet réseau, compte tenu de la spécificité de la voie qui interdit de prolonger son exploitation au-delà de l'infrastructure à grande vitesse, contrairement au cas du TGV ou de l'Intercity-Express dont les rames sont compatibles avec  les voies ferrées traditionnelles ;
- à l'augmentation constante de la vitesse d'exploitation commerciale de ses concurrents. Le TGV est ainsi passé en exploitation commerciale de 260 km/h en 1981, à 270 km/h en 1983, 300 km/h en 1989 puis à 320 km/h en mars 2007, le record de 574,8 km/h le 3 avril 2007 laissant envisager de futures augmentations encore ; l'avantage conféré au Transrapid par sa vitesse supérieure (vitesse de service : 430 km/h) s'en trouve donc réduit ;
- aux contraintes d'urbanisme, la ligne ne pouvant accepter que des courbes de grand rayon, même sur les tronçons à basse vitesse.

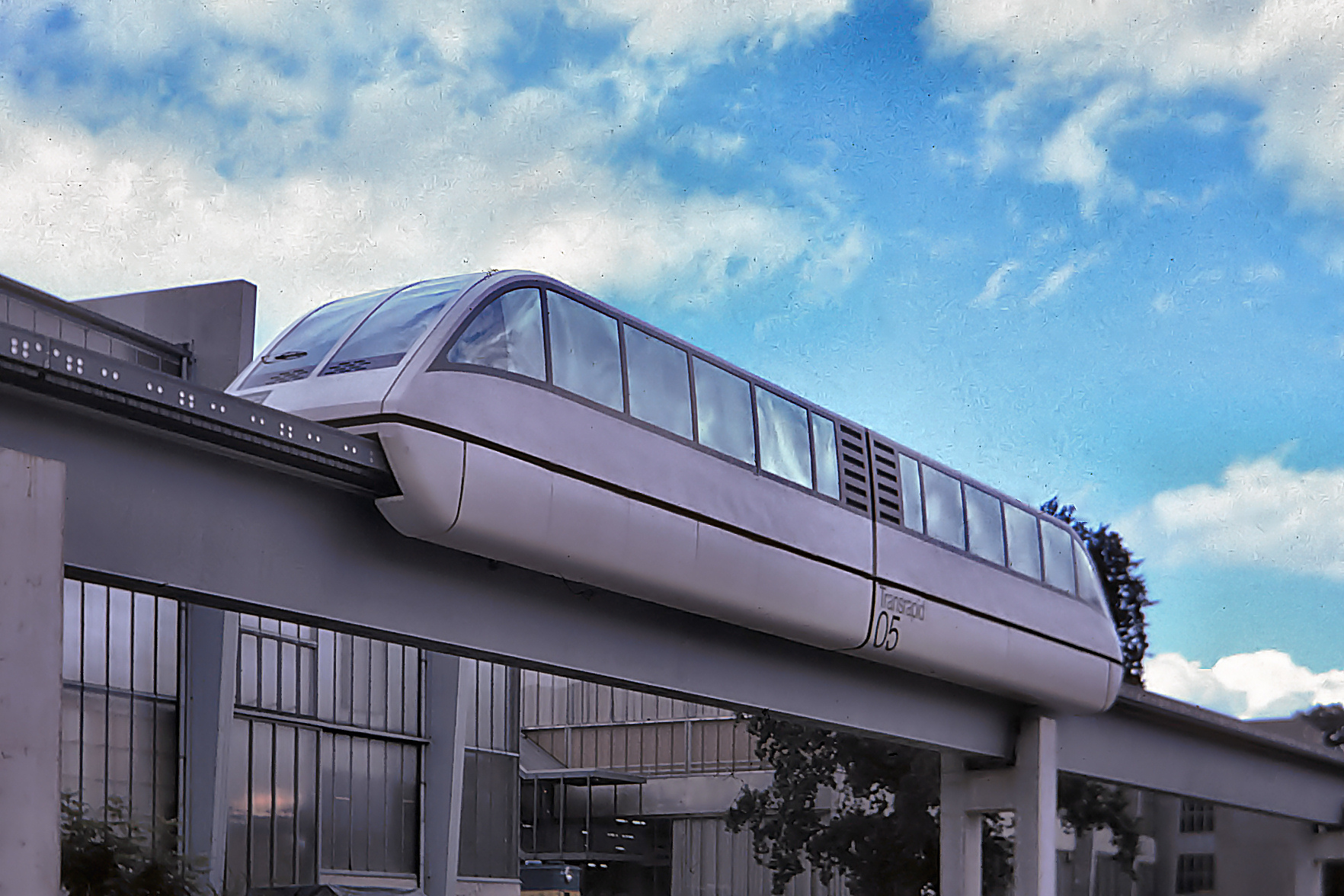
Transrapid05

## Accident en Allemagne
Le 22 septembre 2006 à 9 h 53, une rame Transrapid circulant sur une voie expérimentale près de Lathen (Basse-Saxe) est entrée en collision à 162 km/h avec un véhicule de maintenance présent sur la voie. La cause de l'accident serait une erreur humaine. Malgré la vitesse importante de collision, le convoi n'a pas déraillé.
Trente-et-une personnes étaient à bord, des employés de RWE et des invités, on comptera vingt-trois morts et dix blessés,.

## Lignes maglev en fonctionnement
Le Maglev de l'aéroport d'Incheon dessert l'aéroport international d'Incheon, en Corée du Sud, depuis février 2016.
En Chine, une ligne à sustentation magnétique a été ouverte à Changsha, le Maglev express, reliant l'aéroport international de Changsha-Huanghua à la gare de Changsha-Sud. Une autre, la S1 du métro de Pékin, est en service depuis décembre 2017.

## Projets abandonnés

### En Allemagne
Le projet d'une ligne destinée au Transrapid entre Berlin et Hambourg a été abandonné par le gouvernement allemand à cause de son coût prohibitif.
De même, le dernier projet de Transrapid en Allemagne, portant sur la construction d'une ligne entre la gare principale et l'aéroport de Munich, a été enterré d'un commun accord par le gouvernement fédéral allemand et les autorités de Bavière au terme d'une réunion de crise à Berlin le 27 mars 2008. ThyssenKrupp et Siemens ont décidé la dissolution de la société de commercialisation Transrapid International, entreprise commune des deux groupes. Une nouvelle tentative de projet de Transrapid en Allemagne n'est pas attendue.

### En Chine
Le projet a été écarté pour la LGV Pékin - Shanghai, au profit d'une ligne à grande vitesse classique utilisant le modèle de TGV chinois CRH380A (en).